# Angèle de Foligno
Sainte Angèle de Foligno (née en 1248 à Foligno, près d'Assise en Ombrie - morte en 1309) est une laïque appartenant au tiers-ordre franciscain, italienne du XIIIe siècle, qui fut l'une des premières grandes mystiques reconnues par l'Église catholique. La fête liturgique d'Angèle de Foligno est commémorée selon le martyrologe romain le 4 janvier.

## Biographie
Les parents d'Angèle étaient aisés, probablement nobles. Elle s'est mariée jeune, à vingt ans, et a eu plusieurs fils. Elle mena pendant des années une vie insouciante, consacrée aux plaisirs.
Elle décida un jour de se confesser, mais elle avait commis tellement de péchés qu'elle n'osa tout avouer au prêtre. Elle alla ensuite communier, tout en sachant que cette communion était sacrilège, puisqu'elle avait caché certains péchés lors de sa confession.

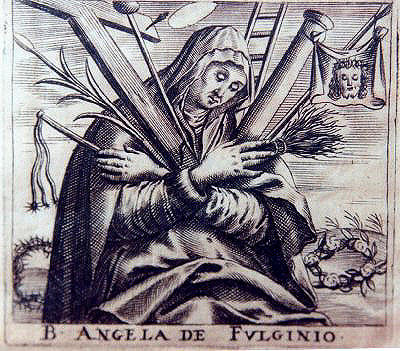
Angèle de Foligno et les instruments de la Passion

C'est alors qu'elle eut une vision de François d'Assise, mort une vingtaine d'années avant sa naissance. Elle entra alors résolument dans la voie de la pénitence et n'eut plus qu'un désir : en réponse d'amour, accorder sa vie à celle du Christ.
À la suite de cette vision, elle passa de longues heures en prière, multiplia les mortifications et distribua son argent aux pauvres. Tout le monde, parmi les siens, la crut folle. Ensuite elle perdit coup sur coup sa mère, son mari et ses enfants.
En 1288, alors qu'elle atteint sa quarantième année, tous les membres de sa famille proche étaient morts. C'est alors qu'elle se convertit totalement et prit brusquement conscience qu'elle avait trop longtemps négligé Dieu et les sacrements.
En 1291, elle fut admise dans le tiers ordre de saint François. Elle se plongea alors encore plus profondément dans la prière, vit à plusieurs reprises le Christ lui apparaître, dans des manifestations mystiques, parfois répugnantes, qui effrayaient son entourage. Elle bénéficia de nombreuses visions de la Passion du Christ, qui devinrent de plus en plus réalistes.
En particulier, un Jeudi saint, Angèle de Foligno rapporte qu'après un silence de plusieurs jours durant la Semaine sainte, elle entendit le Christ prononcer cette phrase qui la bouleversa :
– « Ce n'est pas pour rire que je t'ai aimée ! ».
Peu à peu, elle s’apaisa et connut une vieillesse plus sereine. Elle mourut en 1309 à l'âge de 61 ans.
Un texte inspiré — écrit en latin — vibrant d'amour, à la fois humble et impétueux dans l'expression des grandes visions qui le traversent, nous a transmis l'enseignement de la religieuse italienne. Connu sous le titre Le Livre d'Angèle de Foligno, il est considéré comme l'un des purs chefs-d'œuvre de l'écriture mystique. Ce n'est pas un ouvrage spéculatif mais le témoignage d'une expérience vécue : celle de l'irruption du Dieu sensible au cœur, dans l'existence d'une femme qui, ayant choisi de tout perdre par amour du Christ, se laissa perdre elle-même dans l'amour du Christ.
Angèle de Foligno fut déclarée bienheureuse par le pape Clément XI le 11 juillet 1701. Elle est fêtée le 4 janvier.
Elle est canonisée par canonisation équipollente le 9 octobre 2013 par le pape François.